# Pure Fiction
Pour plus de détails, voir Fiche technique et Distribution.
Pure Fiction est un film belge réalisé par Marian Handwerker, sorti en 1998.
Le film, inspiré de l'affaire Dutroux, qui a marqué la Belgique au milieu des années 1990, a pour principaux interprètes Michel Karchevsky, Patrick Goossens, Anne Coesens et Michel de Warzée.

## Synopsis
Brisée par un viol dont elle a été victime quelques années plus tôt, Cécile reconnaît un jour au hasard d’une rencontre dans un café son agresseur.
Il s’agit de Johnny, un personnage inquiétant, issus d’une région économiquement sinistrée, mais qui se comporte en bon père de famille lorsqu'il rentre chez lui, et qui est acoquiné avec un certain Eddie, un camé, avec lequel il kidnappe, viole, filme et vend « sur commande » des jeunes femmes.
Confrontée à l'inertie du système judiciaire avec un juge intègre mais impuissant, à l’indifférence et la corruption de la police, à la complaisance du monde enseignant, à l’implication de l’église et la suspicion d’une presse indifférente car le sujet n’est pas commercial, la jeune femme décide de mener seule son combat, au moment où le protecteur de Johnny, Monsieur Paul, se lance dans un nouveau trafic, le commerce de petites filles, qui amènera Cécile dans une équipée sauvage qui ressemble à un voyage au bout de l’enfer, afin de tenter de bouleverser les plans de Johnny et Eddie.

## Fiche technique
- Titre : Pure Fiction
- Titre anglophone : Pure Fiction
- Réalisation : Marian Handwerker
- Scénario : Marian Handwerker, Philippe Elhem, Luc Jabon
- Photo : Pierre Gordower
- Montage : Philippe Bourgueil
- Musique : Jean-Philippe Ruelle
- Production : Alexis Films, Tikoun
- Distribution :  Belgique
- Pays d'origine :  Belgique
- Langue : français
- Format : Couleur • 1,66:1 • 16 mm
- Genre : Film dramatique, Film policier, Thriller
- Durée : 100 minutes
- Dates de sortie : : 
  -  Belgique : 4 novembre 1998

## Distribution
- Michel Karchevsky : Johnny
- Patrick Goossens : Eddie
- Anne Coesens : Cécile
- Michel de Warzée : Jérôme Lambert
- Bernard Sens : Inspecteur Volder
- Yves Degen : M. Paul
- Jacques De Bock : Pierre de Châtelet
- Raymond Avenière : Abbé Julien
- Jean-Charles Hautera : Marco
- Raphaëlle Bruneau : Sophie
- Françoise Oriane : la femme du château
- Lubna Azabal : La petite métisse

## Autour du film
- Ce film est la première apparition à l'écran de Lubna Azabal, dans un tout petit rôle.